# Copa de la liga de Hungría
La Copa de la liga de Hungría (del húngaro: Magyar Ligakupa) fue un torneo anual de fútbol en Hungría en el que participaban los equipos de la primera y segunda división. La competición fue creada en 2007 y era la tercera más prestigiosa tras la liga húngara y la copa nacional. El número de clubes participantes variaba en cada edición.

## Palmarés
| Temporada | Campeón       | Resultado    | Finalista       | Sede de la final                                                  |
| --------- | ------------- | ------------ | --------------- | ----------------------------------------------------------------- |
| 2007-08   | Videoton      | 1 - 0, 2 - 0 | Debreceni VSC   | Sóstói Stadion, Székesfehérvár Oláh Gábor utcai stadion, Debrecen |
| 2008-09   | Videoton      | 3 - 1        | Pécsi Mecsek FC | Révész Géza utcai stadion, Siófok                                 |
| 2009-10   | Debreceni VSC | 2 - 1        | Paksi SE        | Széktói Stadion, Kecskemét                                        |
| 2010-11   | Paksi SE      | 1 - 2, 3 - 0 | Debreceni VSC   | Oláh Gábor utcai stadion, Debrecen Fehérvári úti Stadion, Paks    |
| 2011-12   | Videoton      | 3 - 0        | Kecskemét       | Széktói Stadion, Kecskemét                                        |
| 2012-13   | Ferencváros   | 5 - 1        | Videoton        | Sóstói Stadion, Székesfehérvár                                    |
| 2013-14   | Diósgyőri VTK | 2 - 1        | Videoton        | DVTK Stadion, Miskolc                                             |
| 2014-15   | Ferencváros   | 2 - 1        | Debreceni VSC   | Nagyerdei Stadion, Debrecen                                       |

## Títulos por club
| Equipo          | Campeón | Años campeón     | Subcampeón | Años subcampeón  |
| --------------- | ------- | ---------------- | ---------- | ---------------- |
| Videoton FC     | 3       | 2008, 2009, 2012 | 2          | 2013, 2014       |
| Ferencváros     | 2       | 2013, 2015       | -          | –                |
| Debreceni VSC   | 1       | 2010             | 3          | 2008, 2011, 2015 |
| Paksi SE        | 1       | 2011             | 1          | 2010             |
| Diósgyőri VTK   | 1       | 2014             | -          | –                |
| Pécsi Mecsek FC | -       | –                | 1          | 2009             |
| Kecskeméti TE   | -       | –                | 1          | 2012             |